# 梶の葉

梶紋「立ち梶の葉」

梶の葉（かじのは）とは、カジノキの葉のこと。または、それを模した日本の家紋である。

## 概要
「梶の葉」は、梶紋の一種で特にカジノキの葉を図案化したものをいい、梶紋にはカジノキの花を図案化した「梶の花（かじのはな）」もある。元は、コウゾの葉を図案化した「楮紋（こうぞもん）」とに区別されていたが、同様の形状のため後にまとめて梶紋とされた。
梶の葉は、柏の葉と同じように食器として用いられ、後に神前の供物を供えるための器として用いられたことから、神職に用いられるようになった。
文様としては、『吾妻鏡』に見る、武田信義の諏訪上宮で見たという夢の話に登場する「…梶葉文の直垂を着し、葦毛の馬に駕すの勇士一騎、…」が初見とされている。
諏訪神社が神紋として用いるほか、江戸時代には諏訪氏をはじめとして松浦氏、安部氏など4家の大名と四十余家の幕臣が用いている。苗字に「梶」の字を用いる家が用いる場合もある。

## 由来
平安時代末期、源氏の平家追討に際して、諏訪神社上社の大祝（おおほうり） 神篤光の妻が、夫 篤光の使者として、甲斐源氏の武将 一条忠頼の陣所を訪ね、篤光が源氏の武運を占うため、参籠したところ、梶葉紋をつけた葦毛の馬に乗った武士が源氏方として西を指して鞭を揚げたという夢を見たと告げ、これひとえに諏訪大明神の示現であると伝えた。
以来、梶の葉紋は諏訪神社をはじめ信仰する氏子に広まり、神紋または家紋として浸透していった。
特に諏訪神社とその大祝である諏訪氏、金刺氏は諏訪梶の葉を家紋とし、諏訪氏の庶家や氏子は立ち梶の葉、丸に立ち梶の葉、鬼梶の葉など派生紋を採用したという。
鎌倉時代以降、諏訪氏が執権北条氏の御内人となり、その威光を背景に諏訪神社が各地に建立され、諏訪信仰が広まる中で、梶の葉紋も広まっていった。

## 図案
図案は、梶の葉を一つ描がいた「立ち梶の葉」、その葉の端部を尖らせた「鬼梶の葉」、ほかに、諏訪氏の用いた「三つ立ち梶の葉」、肥前松浦氏の「平戸梶の葉」などがある。

かじのは 梶の葉
かみすわかじのは 上諏訪梶の葉
おにかじのは 鬼梶の葉
まるにおにかじのは 丸に鬼梶の葉
まるにあべかじのは 丸に安部梶の葉
まるにたちかじのは 丸に立ち梶の葉
まるにほそだちかじのは 丸に細立ち梶の葉
まるにちゅうかげだきかじのは 丸に中陰抱き梶の葉